# Aeronavtika
Aeronavtika (iz Grščine ὰήρ āēr kar pomeni "zrak" in ναυτική nautikē kar pomeni "mornarska navigacija" torej "navigacijo iz zraka") je znanost, ki se ukvarja s študijem, projektiranjem, izdelavo letenja zmožnih naprav, ali tehniko izdelovanja zračnih plovil.  Medtem, ko izraz dobesedno pomeni "jadranje po zraku", je njegov pomen izključno "znanost upravljanja zračnih plovil".
Eden izmed zelo pomembnih delov aeronavtike je veja fizikalne znanosti, imenovana aerodinamika, ki je povezana z gibanjem zraku in njegovim vplivom na premikajoče se objekte, kot so na primer letala.